# Switch Trip
Switch Trip era un programma televisivo trasmesso da MTV Italia.
Veniva condotto da Francesco Mandelli, Carolina Di Domenico, Filippo Nardi e Vesna Luisi. Mentre Francesco e Vesna partivano da Bangkok, in Thailandia, Carolina e Filippo lo facevano da New York.
Quotidianamente ai conduttori veniva affidata una lista di missioni da portare a termine prima di poter continuare il viaggio verso la successiva, e ancora segreta, destinazione.
Switch Trip costituisce una sorta di trilogia di genere, per modalità e sviluppo del programma, con altre due trasmissioni:
- Viva Las Vegas (2005), condotto da Alessandro Cattelan e Giorgia Surina
- Lazarus (2008), condotto da Alessandro Cattelan e Francesco Mandelli.